# Dinar de la Krayina Serbia

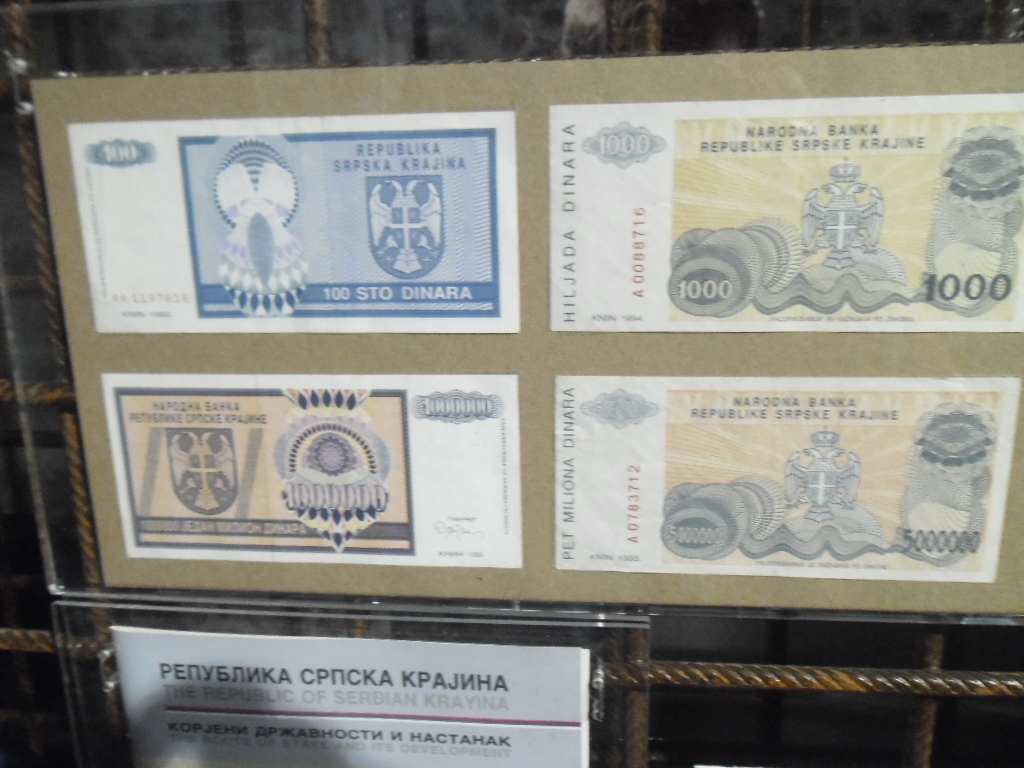

El dinar (en idioma serbio: динар) fue la moneda utilizada por la República Serbia de Krajina entre los años 1992 y 1994.

## Historia
Hubo tres dinares distintos. El primero fue presentado en julio de 1992 en paralelo con el nuevo dinar yugoslavo de ese año, con el que poseía paridad cambiaria. El segundo dinar reemplazó al primero a una tasa de cambio de 1 000 000 = 1 nuevo dinar el primero de octubre de 1993. Mientras que el tercer dinar reemplazó al segundo dinar el primero de enero de 1994 a una tasa de 1 000 000 000 (109) = 1 nuevo dinar. Para el año 1995 Croacia había tomado el control sobre la totalidad del territorio de la República Serbia de Krajina, por lo que el dinar fue reemplazado por la kuna croata.

## Monedas
Debido a la incontrolable hiperinflación que asolaba a la República Serbia de Krajina no se acuñaron monedas para uso regular en ninguna de las tres series de dinar emitidas durante el breve período de 1992 a 1995.

## Billetes
En el año 1991, el gobierno de la República Serbia de Krajina emitió una serie de billetes unifaciales de uso provisional con las siguientes denominaciones: 10 000, 20 000 y 50 000 dinares. Esta serie fue luego reemplazada por otra serie de billetes que estaban valuados en 10, 50, 100, 500, 1000 y 5000 dinares. Luego en 1992 el Banco Nacional de la República Serbia de Krajina (Narodna Banka Republike Srpske Krajine) agregó a la circulación billetes con valores de 10 000 y 50 000 dinares. Esta serie luego tuvo que agregar más valores. Se introdujeron billetes de 100 000, 1 000 000, 5 000 000, 10 000 000, 20 000 000, 50 000 000, 100 000 000, 500 000 000, 1 000 000 000, 5 000 000 000 y 10 000 000 000 de dinares debido a la irrefrenable hiperinflación. La segunda serie de billetes introducida en octubre de 1993, constaba de los siguientes valores: 5000, 50 000, 100 000, 500 000, 5 000 000, 100 000 000, 5 000 000 000, 10 000 000 000 y 50 000 000 000. En 1994 se introdujo la tercera y última serie de dinares en denominaciones de 1000, 10 000, 500 000, 1 000 000 y 10 000 000 de dinares.